# Górzak fioletowogłowy
Górzak fioletowogłowy (Oreotrochilus chimborazo) – gatunek małego ptaka z rodziny kolibrowatych (Trochilidae), podrodziny paziaków (Lesbiinae), plemienia Lesbiini. Występuje w Kolumbii i Ekwadorze. Nie jest zagrożony wyginięciem.

## Taksonomia
Gatunek opisali po raz pierwszy francuscy ornitolodzy Adolphe Delattre i Jules Bourcier. Opis ukazał się w 1846 na łamach Revue et magasin de zoologie pure et appliquée. Holotyp pochodził z góry Chimborazo. Autorzy zaznaczyli, że stanowi on część kolekcji Edwarda Wilsona. Górzak fioletowogłowy tworzy nadgatunek z górzakami: andyjskim (O. estella), zielonogłowym (O. stolzmanni) i białobocznym (O. leucopleurus). Niegdyś reprezentantów tych czterech gatunków uznawano za konspecyficznych. Międzynarodowy Komitet Ornitologiczny (IOC) wyróżnia 3 podgatunki O. chimborazo. Osobniki z podgatunku O. c. soderstromi bywały uznawane za krzyżówki ptaków podgatunku nominatywnego i O. c. jamesonii, jednakże na takowe pochodzenie tych osobników nie wskazuje ich odizolowany zasięg występowania.

## Podgatunki i zasięg występowania
IOC wyróżnia następujące podgatunki:
- górzak kraterowy[4], O. c. jamesonii Jardine, 1849 – skrajnie południowa Kolumbia, północny Ekwador
- O. c. soderstromi Lönnberg, 1922 – wulkan Quillotoa (centralny Ekwador)
- górzak fioletowogłowy, O. c. chimborazo (Delattre & Bourcier, 1846) – góra Chimborazo (centralny Ekwador)

## Morfologia
Długość ciała wynosi około 13 cm, masa ciała 7,8–8,1 g. Wymiary szczegółowe holotypu: długość dzioba 21 mm, skrzydeł – 75 mm, ogona – 50 mm. Dziób czarny, nieco wygięty. U samca wierzch ciała porastają pióra oliwkowozielone. Całą głowę i górną część gardła porastają pióra opalizujące fioletowo-niebiesko; niższa część gardła połyskuje na zielono, od reszty spodu ciała oddziela ją wąska, czarna przepaska. Pozostała część spodu ciała biała, pokrywy ciemne; przez środek brzucha przechodzi cienka, ciemna linia. Ogon jest jedynie nieznacznie wcięty. Środkowa para sterówek ciemna, pozostałe białe z ciemnymi końcówkami i obrzeżami. Samica z wierzchu jest brązowozielona, ma połyskujące na zielono sterówki (z ogonem mniej wciętym niż u samca), najbardziej zewnętrzne z białą nasadą i końcówką. Gardło białawe, pokryte brązowymi plamkami, pozostała część spodu ciała jasnoszara. Osobniki młodociane przypominają samice, samce można odróżnić po jaśniejszej górnej części piersi. Niedojrzałe samce mają również ciemne pióra na głowie. U osobników podgatunku O. c. jamesonii połyskujące na głowie pióra są w całości fioletowe, a zewnętrzne sterówki mają mniej białej barwy. U przedstawicieli O. c. soderstromi w dole gardła występuje jedynie kilka zielono opalizujących piór.

## Ekologia i zachowanie
Górzaki fioletowogardłe zamieszkują wszelkie porośnięte roślinnością strefy do linii wiecznego śniegu. Bywały odnotowywane na wysokości od 3500 do 5200 m n.p.m. Ich zasięg jest mocno poszatkowany ze względu na rozmieszczenie gór wulkanicznych. Zwykle górzaki fioletowogardłe przebywają w górnej granicy strefy páramo, głównie w bardziej pustynnych obszarach trawiastych podobnych do puny, również w bardziej wilgotnej punie i kamienistych zboczach. Odwiedza również obszary przekształcone przez człowieka wskutek wypalania roślinności oraz pastwiska. W nocy odpoczywa w jaskiniach i szczelinach skalnych, zwykle w stanie podobnych do torporu. W podobnych miejscach chroni się również podczas gradobicia, częstego na wyższych wysokościach. Górzaki fioletowogłowe żywią się nektarem, którego głównym dlań źródłem są pomarańczowe kwiaty Chuquiraga jussieui (astrowate), poza tym pui i przedstawicieli ślazowatych. Dietę kolibry te uzupełniają owadami, które łowią w powietrzu lub zbierają ze skał czy roślinności. Są to ptaki agresywne i terytorialne.

### Lęgi
W przypadku ptaków podgatunku O. c. jamesonii okres lęgowy trwa głównie od października do lutego, jednakże znajdywano gniazda cały rok. Są to konstrukcje złożone z mchu, korzeni, suchych traw, piór, sierści króliczej i puchu roślinnego; stosunkowo duże. Zwykle ulokowane są w jaskini, rowie lub na ścianie stromego wąwozu, przeważnie poniżej jakiejś osłony. W razie braku odpowiednich miejsc ptaki umieszczają gniazda blisko siebie. Gniazdo może się również znajdować na drzewie Polylepis lub niewielkiej paproci. Kształt nie jest stały, zależy od obiektu, do którego przytwierdzono gniazdo. Zwykle jest ono umieszczone od 0,6 do 6 m nad ziemią. W zniesieniu 2 białe jaja. Okres inkubacji i czas do opierzenia się piskląt są stosunkowo długie, brak dokładnych danych. Młode klują się nagie i czarne. Po nauczeniu się latania przez pewien czas korzystają jeszcze z gniazda.

## Status zagrożenia
IUCN uznaje górzaka fioletowogłowego za gatunek najmniejszej troski (LC, Least Concern) nieprzerwanie od 1988 (stan w 2024). Liczebność populacji nie została oszacowana; w 1996 ptak ten opisany został jako pospolity, lecz rozmieszczony plamowo. Ze względu na brak dowodów na spadki liczebności bądź istotne zagrożenia dla gatunku, BirdLife International ocenia trend liczebności populacji jako prawdopodobnie stabilny.